# Samar du Nord
Samar du Nord est une province des Philippines couvrant la partie septentrionale de l'île de Samar. C'est une des six provinces de la région des Visayas orientales. Sa capitale est Catarman.

## Villes et municipalités
Municipalités
- Allen
- Biri
- Bobon
- Capul
- Catarman
- Catubig
- Gamay
- Laoang
- Lapinig
- Las Navas
- Lavezares
- Lope de Vega
- Mapanas
- Mondragon
- Palapag
- Pambujan
- Rosario
- San Antonio
- San Isidro
- San Jose
- San Roque
- San Vicente
- Silvino Lobos
- Victoria

## [1]Articles connexes
- Subdivision des Philippines
- Circonscriptions législatives de la province de Samar du Nord